# Strongylosoma javanicum
Strongylosoma javanicum är en mångfotingart som beskrevs av Carl Graf Attems 1903. Strongylosoma javanicum ingår i släktet Strongylosoma och familjen orangeridubbelfotingar. Inga underarter finns listade i Catalogue of Life.